# Alto Caxixe
Alto Caxixe é um distrito do município de Venda Nova do Imigrante, no Espírito Santo. O distrito possui cerca de 3 400 habitantes e uma área de 35,62Km².
Acesso no km 98,5 da BR-262.

### Formação administrativa
O distrito de Alto Caxixe, foi criado pela lei municipal nº 489/2001 e anexado ao Município de Venda Nova do Imigrante.

## Paisagem e eventos
A paisagem do lugar é encantadora, com vista para a pedra do Forno Grande, em Castelo e da Pedra Azul, em Domingos Martins. Esta região é a maior produtora de morango e hortaliças do Estado.

### Festa do Tomate
No distrito acontece a Festa do Tomate, que é realizada pela Associação de Desenvolvimento Comunitário de Alto Caxixe, desde 1986. A festa acontece no Centro de Eventos Zaudino Gagno, o "Tomatão", geralmente ao final do mês de janeiro ou início de fevereiro.

#### Programação
O evento se inicia em uma sexta-feira, com apresentação dos frutos inscritos no concurso de qualidade, o Desfile de Eleição da Rainha e Princesas da Festa do Tomate e um show.
No sábado, a programação pela manhã conta com a Tratorada e uma missa em Ação de Graças aos Produtores Rurais e às Colheitas. Já durante a tarde, começa a competição de motocross, e também a exposição e avaliação dos frutos, ocorrendo a entrega da premiação do Concurso de Qualidade "Tomate de Mesa". O dia se encerra com shows, geralmente nacionais.
A Festa do Tomate se encerra em um domingo, dia que possui show de motocross e almoço típico ao som de apresentações de músicos locais. À tarde, acontece a premiação do motocross e um sorteio para o público (dinheiro ou veículo), além de mais alguns shows, encerrando oficialmente o evento durante a noite.